# Voorwerk (Friesland)
Voorwerk (Fries: Foarwurk of It Foarwurk) is een buurtschap in de gemeente Opsterland, in de Nederlandse provincie Friesland. De buurtschap ligt ten oosten van Drachten, tussen De Wilp en Siegerswoude. Onder die laatste plaats valt het ook formeel.
De buurtschap ligt aan de slingerende gelijknamige weg Foarwurk. Het kent feitelijk drie kleine kernen. De zuidelijke kern (met de doodlopende Uithof) wordt nogal eens bij het dorp Siegerswoude zelf gerekend. Het zuidelijke stukje van de weg verbindt ook het oorspronkelijke wegdorp met de uitloper Bremerwei, die doorloopt tot de provinciegrens en daarna overgaat in de buurtschap Breemen.
De noordelijke kern wordt ook wel geduid als De Friese Wilp omdat het aan het dorp De Wilp, dat in de provincie Groningen is gelegen, vast is gelegen. Er is in het verleden herhaaldelijk sprake van geweest dit gedeelte bij De Wilp te trekken.
In de middelste kern is aan de Middenwei een uitbreidingswijkje aan de doodlopende Skoallelân ook gelegen. De naam van de buurtschap is vermoedelijk afgeleid aan het feit dat bij Siegerswoude een voorwerk van het Benedictinesseklooster te Smalle Ee heeft gestaan. In 1664 werd de plaats vermeld als 't Voorwerck.

## Openbare basisschool 't Foarwurk
Van 1922 tot 2012 kon er in Voorwek openbaar onderwijs gevolgd worden aan het Foarwurk. Door een te gering aantal leerlingen moest de school haar deuren in augustus 2012 sluiten en is het gefuseerd met openbare basisschool De Skâns in Frieschepalen. Een samenwerking tussen 't Foarwurk en De Foarikker in Siegerswoude in de vorm van een brede school had te weinig draagvlak onder de ouders van de twee scholen. Het voormalige schoolgebouw aan het Foarwurk is rond 1922 gebouwd.
Dorpen: Bakkeveen · Beetsterzwaag · Drachten-Azeven · Frieschepalen · Gorredijk · Hemrik · Jonkersland · Langezwaag · Lippenhuizen · Luxwoude · Nij Beets · Olterterp · Siegerswoude · Terwispel · Tijnje · Ureterp · Waskemeer (klein deel) · Wijnjewoude

Buurtschappen: Allardsoog (deels) · Haneburen · Hanebuurt · Heidehuizen · Hemrikerverlaat · Klein Groningen · Kooibos · Kortezwaag · Moskou (deels) · Nieuwe Vaart · Oosterend · Oud Beets · Petersburg (deels) · Rolbrug · Selmien · Sparjebird · Uilesprong · Ureterp aan de Vaart · Voorwerk · Vosseburen · Welgelegen (deels) · Wijngaarden · Wijnjeterpverlaat

Friesland: Steden en dorpen      Nederland: Provincies · Gemeenten